# 웨스타티카

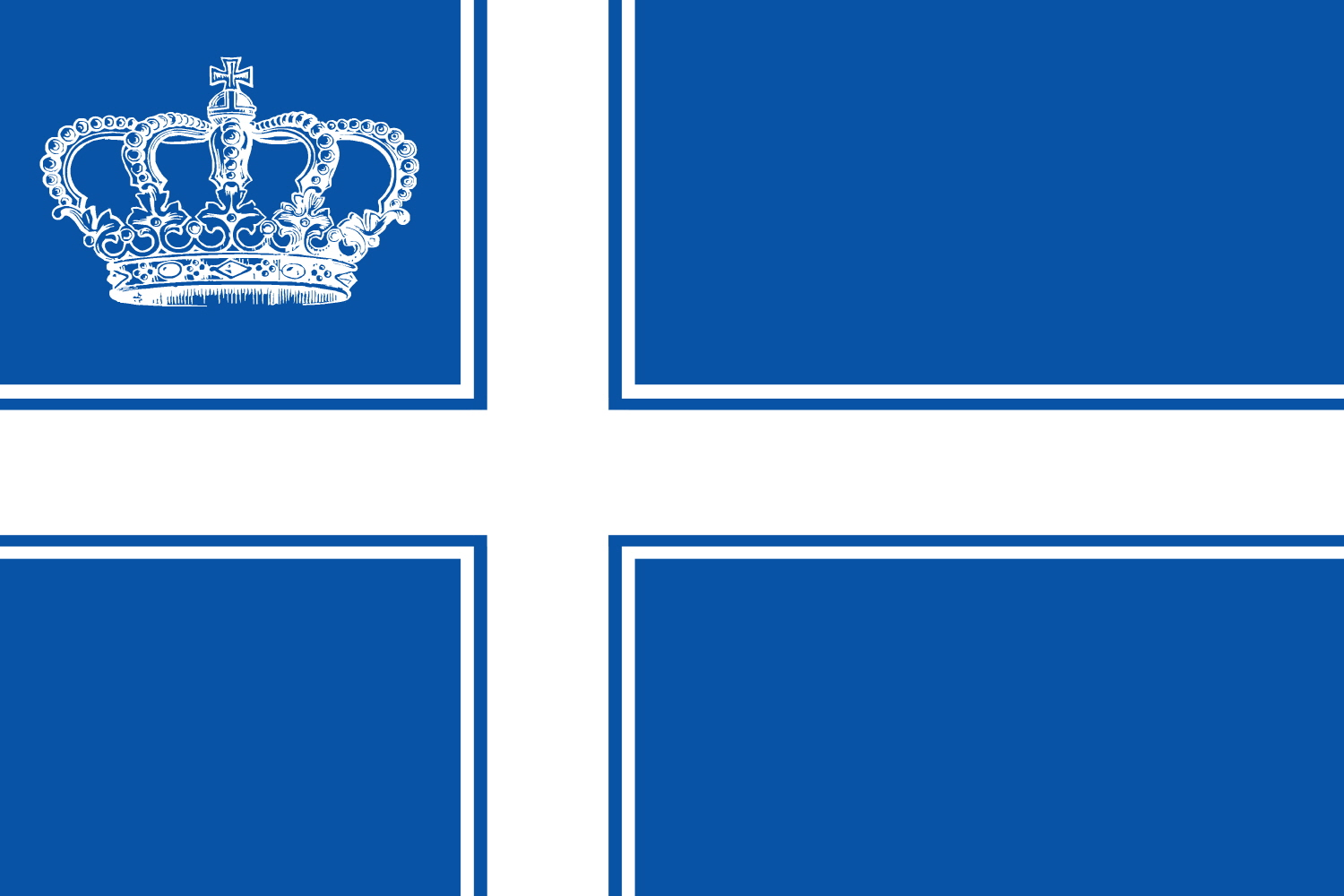
서아티카 대공국의 국기

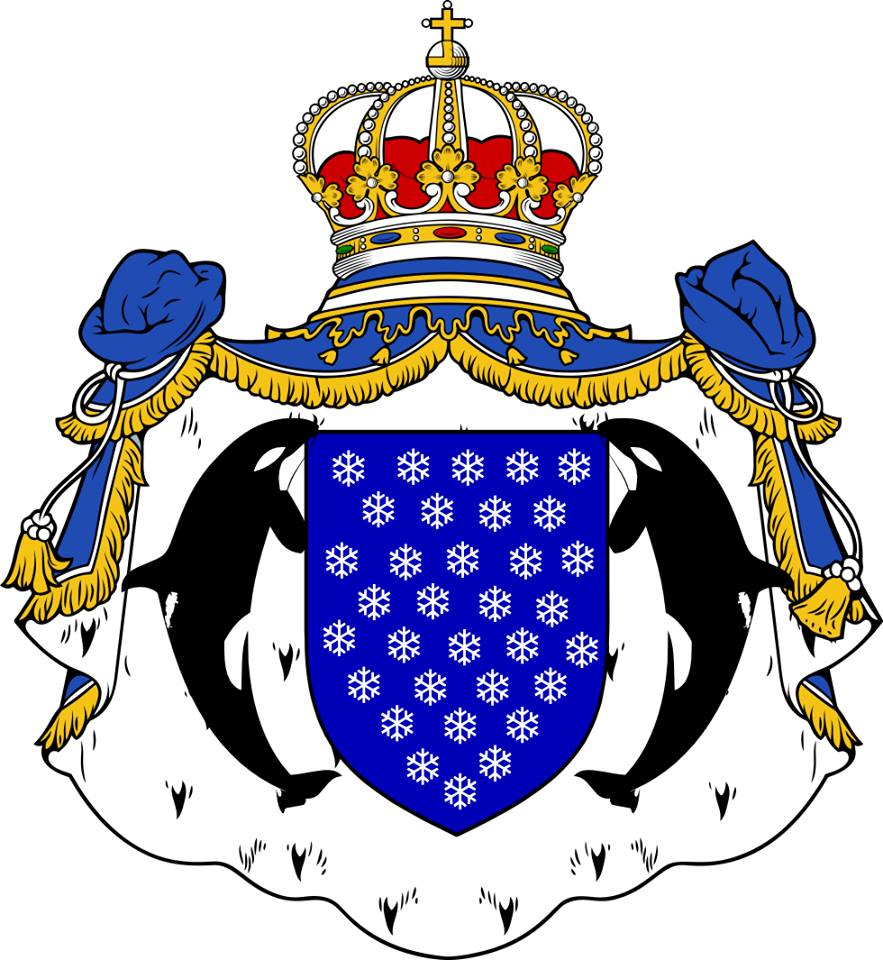
서아티카 대공국의 문장

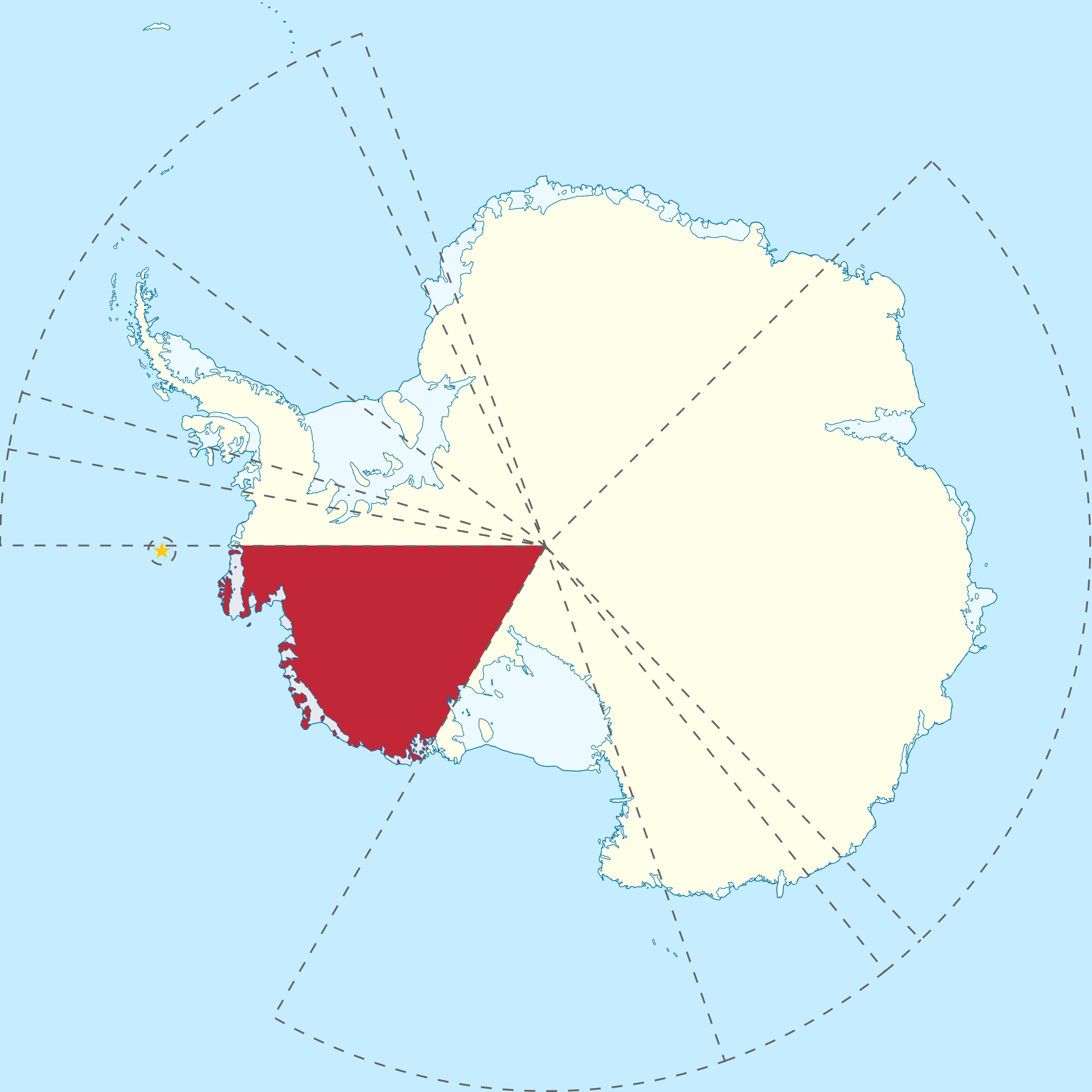
지도

웨스타티카(Westarctica, 공식 명칭: 서아티카 대공국(Grand Duchy of Westarctica), 과거 명칭: 서아티카 보호령(Protectorate of Westarctica))은 남극대륙의 마리버드랜드에 위치한 마이크로네이션으로 2001년 트래비스 맥 헨리 가(라는 사람이) 세웠다.

## 같이 보기
- 마이크로네이션 목록
- 마이크로네이션의 국기 목록
- 남극의 영유권 주장 목록